# Liste der Bodendenkmale in Söllingen (Niedersachsen)
In der Liste der Bodendenkmale in Söllingen sind alle Bodendenkmale der niedersächsischen Gemeinde Söllingen aufgelistet. Die Quelle ist der Denkmalatlas Niedersachsen.
- Diese Liste erhebt keinen Anspruch auf Vollständigkeit.
- Die Angaben ersetzen nicht die rechtsverbindliche Auskunft der zuständigen Denkmalschutzbehörde.
- Es sind nur Daten aus dem Denkmalatlas verarbeitet.
- Der Stand der Liste ist der 23. Februar 2025.

Söllingen (Niedersachsen) im Landkreis Oldenburg

## Allgemein
In den Spalten finden sich folgende Informationen des Bodendenkmales:
| Lage         | geographische Koordinaten                                                           |
| Bezeichnung  | Bezeichnung lt. Denkmalatlas                                                        |
| Beschreibung | Beschreibung lt. Denkmalatlas                                                       |
| ID           | Objekt-ID                                                                           |
| Bild         | Bild, ggf. zusätzlich mit Link zu weiteren Fotos im Medienarchiv Wikimedia Commons. |

## Ingeleben
| Lage                        | Bezeichnung             | Beschreibung | ID       | Bild           |
| --------------------------- | ----------------------- | --- | -------- | -------------- |
| 52° 6′ 29″ N, 10° 52′ 20″ O | Ingeleben 1, Steinkreuz | Ca. 60 m nordwestlich der Kirche, auf der westlichen Seite der Schulstraße, nördlich der Kreuzung mit der Straße Warle-Dobbeln, auf dem Bürgersteig, dicht vor einer niedrigen Umfassungsmauer steht ein Steinkreuz. H. 0,48 m; Schaftbr. 0,22 m; Arml. 0,73 m; St. 0,20 m. | 28979348 | Weitere Bilder |

## Twieflingen
| Lage                       | Bezeichnung                     | Beschreibung | ID       | Bild |
| -------------------------- | ------------------------------- | --- | -------- | ---- |
| 52° 7′ 35″ N, 10° 55′ 8″ O | Twieflingen 1, Burg Twieflingen | Ein anscheinend ursprünglich erhöhtes Burgplateau, von einem Graben und äußerem Wall umgeben. Das Plateau ist von Domänengebäuden überbaut, im Süden sind Teile des Außenwalls als Wall bzw. Terrassierung erhalten; ein Teil des Grabens ist als Teich erhalten. | 28953634 | BW   |